# Seznam kvartet W. A. Mozarta
Kvartetní tvorba (komorní skladby pro čtveřici nástrojů) W. A. Mozarta tvoří jednu z nejvýznamnějších složek jeho tvorby. Některé z kvartetů pak představovaly ve své době doslova revoluci v hudbě (např. Smyčcový kvartet č. 19 – Disonantní), jejichž význam v dějinách hudby přesáhl život skladatele o mnoho desítek let dopředu.
V tomto seznamu jsou řazena příslušná díla tak, jak jsou uvedena v Köchelově seznamu.
 

## Seznam kvartet W. A. Mozarta
| KV   | název                                                 |
| ---- | ----------------------------------------------------- |
| 80   | Smyčcový kvartet č. 1 G dur                           |
| 155  | Smyčcový kvartet č. 2 D dur                           |
| 156  | Smyčcový kvartet č. 3 G dur                           |
| 157  | Smyčcový kvartet č. 4 C dur                           |
| 158  | Smyčcový kvartet č. 5 F dur                           |
| 159  | Smyčcový kvartet č. 6 B dur                           |
| 160  | Smyčcový kvartet č. 7 E dur                           |
| 168  | Smyčcový kvartet č. 8 F dur                           |
| 169  | Smyčcový kvartet č. 9 A dur                           |
| 170  | Smyčcový kvartet č. 10 C dur                          |
| 171  | Smyčcový kvartet č. 11 Es dur                         |
| 172  | Smyčcový kvartet č. 12 B dur                          |
| 173  | Smyčcový kvartet č. 13 d moll                         |
| 387  | Smyčcový kvartet č. 14 G dur                          |
| 421  | Smyčcový kvartet č. 15 d moll                         |
| 428  | Smyčcový kvartet č. 16 Es dur                         |
| 458  | Smyčcový kvartet č. 17 „Lovecký“ B dur                |
| 464  | Smyčcový kvartet č. 18 A dur                          |
| 465  | Smyčcový kvartet č. 19 „Disonantní“ C dur             |
| 499  | Smyčcový kvartet č. 20 D dur                          |
| 575  | Smyčcový kvartet č. 21 D dur                          |
| 589  | Smyčcový kvartet č. 22 B dur                          |
| 590  | Smyčcový kvartet č. 23 F dur                          |
| 285  | Kvartet pro flétnu a smyčce č. 1 D dur                |
| 285a | Kvartet pro flétnu a smyčce č. 2 (ztracený) G dur     |
| 285b | Kvartet pro flétnu a smyčce č. 3 C dur                |
| 298  | Kvartet pro flétnu a smyčce A dur                     |
| 370  | Kvartet pro hoboje a smyčce F dur                     |
| 478  | Kvartet pro klavír a smyčce g moll                    |
| 493  | Kvartet pro klavír a smyčce Es dur                    |
| 405  | 5 fug od J. S. Bacha upravených pro smyčcové kvarteto |